# Distretto di Ngao
Il distretto di Ngao (in thailandese: งาว) è un distretto (amphoe) della Thailandia, situato nella provincia di Lampang.